# Associação Galega da Língua

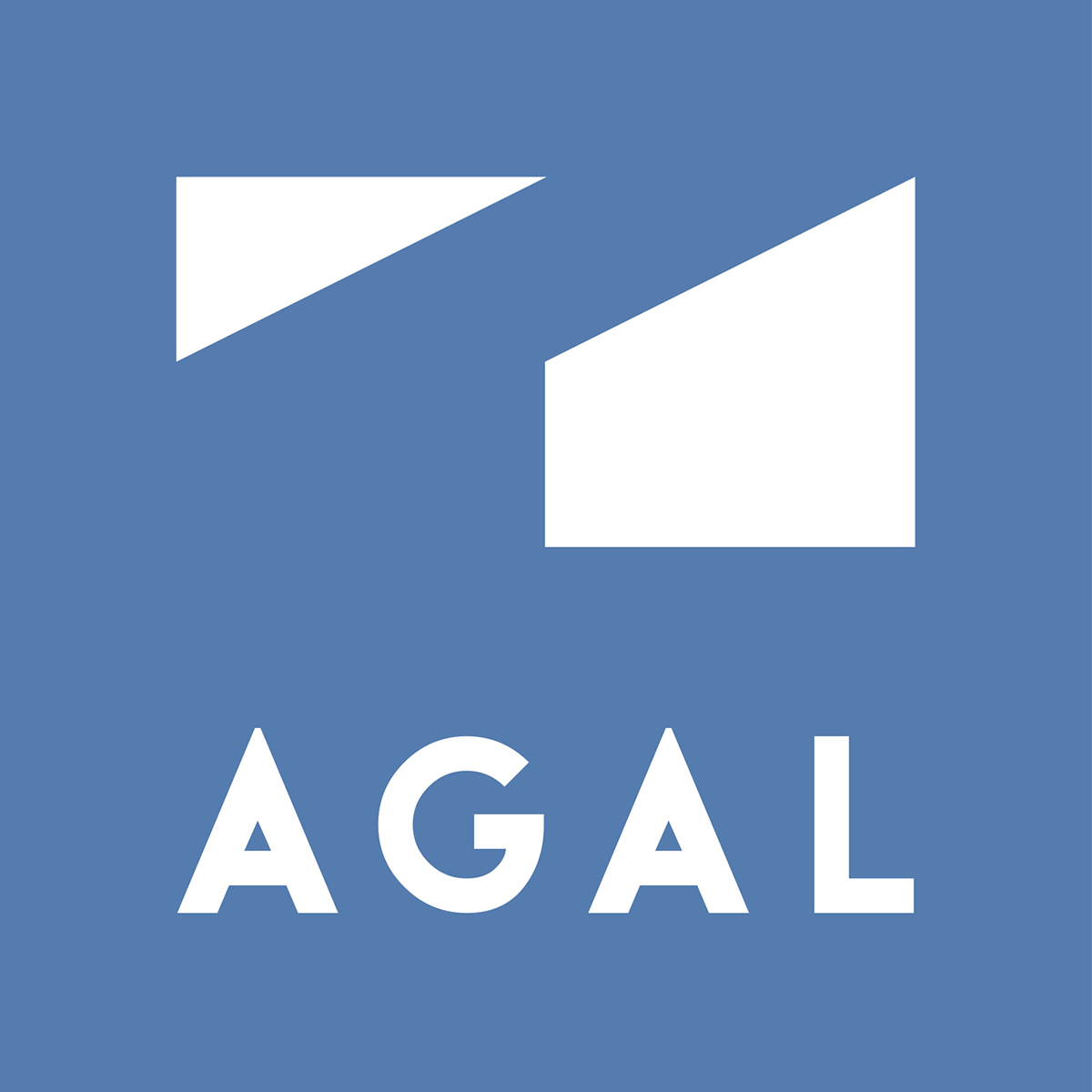
Logótipo atual da AGAL

A Associaçom Galega da Língua é um coletivo reintegracionista criado em 1981 que visa a plena normalização do galego, que entende forma parte do mesmo grupo linguístico que a língua portuguesa. Contrária à codificação oficial do galego, a sua Comissom Lingüística editou  as suas próprias normas em 1983 com o título de Estudo crítico das "Normas ortográficas e morfolóxicas do idioma galego".
A AGAL procura a incorporação do galego ao âmbito linguístico galego-luso-brasileiro. Considera que o galego é a denominação que o português tem na Galiza e assume que o nome internacional é português.

## Constituição da AGAL

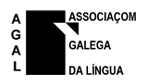
Logótipo velho da AGAL

Em maio de 1981 houve várias reuniões em Santiago de Compostela que deram como principal conclusão que cumpria aproveitar as novas condições políticas (Estatuto de Autonomia de Galiza) para dar resposta aos problemas da língua galega. Para isso, decidiu-se constituir uma associação (a AGAL) que teria como objetivo «conseguir umha substancial reintegraçom idiomática e cultural do galego, especialmente nas manifestaçons escritas, na área lingüística e cultural que lhe é própria: a galego-luso-africano-brasileira» (excerto dos primeiros Estatutos da AGAL).
A 9 de junho desse ano foi redigida na Corunha a Ata Fundacional, em que apareciam como membros Xavier Alcalá, António Gil Hernández, Manuel Miragaia, José Maria Monterroso e Joám Carlos Rábade. No mês de outubro, a associação foi legalizada, e já em dezembro resultou eleito o primeiro Conselho Nacional, presidido pelo membro fundador Xavier Alcalá.
A AGAL foi uma das instituições que em 1986 promvoeram a criação da associação A Mesa pola Normalización Lingüística. 

## Presidências
- 1981 a 1982: Xavier Alcalá (engenheiro de telecomunicações e escritor)
- 1982 a 2001: Maria do Carmo Henríquez Salido (linguista, professora da Universidade de Vigo)
- 2001 a 2007: Bernardo Penabade (linguista e professor de Língua Galega no IES Perdouro de Burela)
- 2007 a 2009: Alexandre Banhos (sociólogo, empregado público)
- 2009 a 2012: Valentim Rodrigues Fagim (linguista e professor de português das escolas oficiais de idiomas de Ourense e Santiago de Compostela)
- 2012 a 2015: Miguel Rodrigues Penas[2] (profissional da comunicação, primeiro diretor da Através Editora, empresário e um dos fundadores do PGL[3])
- 2015 a 2023: Eduardo Maragoto[4] (linguísta e professor de português na EOI de Valência e Santiago de Compostela)
- Desde julho de 2023: Jon Amil[5] (médico e ativista linguístico)

## Membros de Honra
Durante a sua história, sobretudo nos primeiros anos, a AGAL distinguiu como Membros de Honra diferentes personalidades:
- Galegos: Ricardo Carvalho Calero, Jenaro Marinhas del Valle, José Posada e Camilo Nogueira
- Galegos exilados e emigrados: Ernesto Guerra da Cal, Ricardo Flores, Higino Martins
- Portugueses: Manuel Rodrigues Lapa, Óscar Lopes
- Brasileiros: Leodegário A. de Azevedo Filho, Sílvio Elia, Gladstone Chaves de Melo

## A AGAL como editora
A AGAL foi reconhecida formalmente como editora em finais de 2008  ao se integrar no Consórcio Editorial Galego. Contudo, já desde a própria constituição da associação, esta editou obras ensaísticas, atas de congressos e livros de poesia, teatro ou narrativa de autores como Ramom Lôpez Suevos, Ricardo Carvalho Calero, Elvira Souto, Carlos Garrido, Carles Riera, Manuel María, Ernesto Guerra da Cal, João Guisán Seixas ou Jenaro Marinhas del Valle.
Ainda, desde o ano 1985 edita a revista Agália,q ue teve períodos de edição trimestral e mais recentemente semestral.
En 2010, a AGAL Editora passou a denominar-se Através Editora, e renomeou também as diferentes coleções. Na sua estreia publicou obras de Carlos Taibo, Séchu Sende ou Ugia Pedreira.

### Outros artigos
- Reintegracionismo
- Língua portuguesa
- Normativa oficial do galego
- ILG
- RAG
- Mesa pola Normalización Lingüística
- Academia Galega da Língua Portuguesa